# 高梁市立落合小学校
高梁市立落合小学校（たかはししりつ おちあいしょうがっこう）は、岡山県高梁市落合町阿部にある、公立(高梁市)の小学校である。

## 概要
高梁市立落合小学校の通称は、落小。高梁市内では、人数は2番目の242人。1番目は、高梁市立高梁小学校362人。(どちらも、2014年現在の情報)

## 沿革
- 1873年（明治6年）3月 - 観泉寺を仮校舎とし、啓蒙所を開設[3]。
- 1887年（明治20年）4月 - 尋常化成小学校と改称[3]。
- 1890年（明治23年）4月 - 落合小学校と改称。福地に第一支校を置く[3]。
- 1894年（明治27年）10月 - 阿部、福地に2小学校を置く[3]。
- 1898年（明治31年）9月 - 現在地に校舎新築[3]。
- 1927年（昭和2年） - 福地小学校を統合し、落合小学校福地分校となる[3]。
- 1949年（昭和24年） - 福地分校独立、福地小学校設立[3]。
- 1975年（昭和50年） - 原田分校廃止[3]。

## 学区
落合町阿部、原田、玉川町玉の一部(神崎地域)。